# Uyugan
Uyugan is een gemeente in de Filipijnse provincie Batanes op het eiland Batan. Bij de laatste census in 2007 had de gemeente ruim duizend inwoners.

## Geografie

### Bestuurlijke indeling
Uyugan is onderverdeeld in de volgende 4 barangays:
- Kayvaluganan
- Imnajbu
- Itbud
- Kayuganan

## Demografie
Uyugan had bij de census van 2007 een inwoneraantal van 1.203 mensen. Dit zijn 65 mensen (5,1%) minder dan bij de vorige census van 2000. De gemiddelde jaarlijkse groei komt daarmee uit op -0,72%, hetgeen geheel afwijkt van het landelijk jaarlijks gemiddelde over deze periode (2,04%). Vergeleken met de census van 1995 is het aantal mensen met 62 (4,9%) afgenomen.

De bevolkingsdichtheid van Uyugan was ten tijde van de laatste census, met 1.203 inwoners op 16,28 km², 73,9 mensen per km².